# 金盘岭镇
金盘岭镇，是中华人民共和国江西省上饶市鄱阳县下辖的一个乡镇级行政单位，于2014年7月1日随鄱阳县列入江西省直管地区

## 行政区划
金盘岭镇下辖以下地区：
合禄村、茶园村、上兰村、铺前村、驿田村、新义村、金楼村、良田村、广洲村、分山岭村、东山畈村、汪桥村、桂花村和梅岭村。